# Pato Branco
Pato Branco är en stad och kommun i delstaten Paraná i södra Brasilien. Den är belägen nära gränsen till den södra delstaten Santa Catarina. Kommunen hade år 2014 cirka 78 000 invånare. Pato Branco grundades 1942 och blev en egen kommun 1952. Därifrån kommer fotbollsspelarna Rogerio Ceni, São Paulo FC och Alexandre Pato, AC Milan, som har fått sitt smeknamn "Pato" av stadens namn.

## Administrativ indelning
Kommunen var år 2010 indelad i två distrikt:
- Pato Branco
- São Roque do Chopim